# Alex Sandro
Alex Sandro Lobo Silva (Catanduva, 26 januari 1991) - alias Alex Sandro - is een Braziliaans voetballer die doorgaans als verdediger speelt. Hij verruilde medio 2024 een Juventus voor CR Flamengo. Sandro debuteerde in 2011 in het Braziliaans voetbalelftal.

## Clubcarrière

### Atlético Paranaense
Sandro speelde tot 2008 in het U23-elftal van Atlético Paranaense en debuteerde hiervoor op zijn negentiende in het eerste elftal. Daarvoor speelde hij één wedstrijd in de Série A. In het seizoen erna speelde hij acht wedstrijden in een reeks die leidde tot het winnen van de Copa Paranaense. In de Série A speelde hij negen keer. Na het seizoen verkaste hij naar Santos FC.

### FC Porto
Sandro maakte in juli 2011 de overstap naar Europa. Hij was de tweede Braziliaan van Santos die in die week bij FC Porto tekende. Volgens de Braziliaans/Portugese pers zou het transferbedrag 9,6 miljoen euro zijn. Dat betaalde Porto aan Deportivo Maldonado, dat de rechten van de speler bezat.

### Juventus
Sandro tekende in augustus 2015 een contract tot medio 2020 bij Juventus, de kampioen van Italië in het voorgaande seizoen. Dat betaalde €26.000.000,- voor hem aan FC Porto. Sandro verliet na negen jaar de club in 2024.

### Flamengo
In de zomer van 2024 tekende Alex Sandro een contract voor 2,5 jaar bij CR Flamengo uit Brazilië.

## Clubstatistieken
| Seizoen | Club                | Land              | Competitie    | Competitie | Competitie | Beker | Beker | Internationaal | Internationaal | Totaal | Totaal |
| Seizoen | Club                | Land              | Competitie    | Wed.       | Dlp.       | Wed.  | Dlp.  | Wed.           | Dlp.           | Wed.   | Dlp.   |
| ------- | ------------------- | ----------------- | ------------- | ---------- | ---------- | ----- | ----- | -------------- | -------------- | ------ | ------ |
| 2008    | Atletico Paranaense | Vlag van Brazilië | Série A       | 1          | 0          | 0     | 0     | 0              | 0              | 1      | 0      |
| 2009    | Atletico Paranaense | Vlag van Brazilië | Série A       | 16         | 0          | 0     | 0     | 0              | 0              | 16     | 0      |
| 2010    | Santos              | Vlag van Brazilië | Série A       | 24         | 1          | 4     | 1     | 0              | 0              | 29     | 3      |
| 2011    | Santos              | Vlag van Brazilië | Série A       | 6          | 0          | 0     | 0     | 11             | 0              | 17     | 0      |
| 2011/12 | FC Porto            | Vlag van Portugal | Primeira Liga | 7          | 1          | 4     | 0     | 1              | 0              | 12     | 1      |
| 2012/13 | FC Porto            | Vlag van Portugal | Primeira Liga | 25         | 1          | 5     | 0     | 6              | 0              | 36     | 1      |
| 2013/14 | FC Porto            | Vlag van Portugal | Primeira Liga | 26         | 0          | 10    | 0     | 11             | 0              | 47     | 0      |
| 2014/15 | FC Porto            | Vlag van Portugal | Primeira Liga | 28         | 1          | 1     | 0     | 11             | 0              | 40     | 0      |
| 2015/16 | FC Porto            | Vlag van Portugal | Primeira Liga | 1          | 0          | 0     | 0     | 0              | 0              | 1      | 0      |
| 2015/16 | Juventus            | Vlag van Italië   | Serie A       | 22         | 2          | 5     | 0     | 5              | 0              | 32     | 2      |
| 2016/17 | Juventus            | Vlag van Italië   | Serie A       | 27         | 3          | 4     | 0     | 11             | 0              | 42     | 3      |
| 2017/18 | Juventus            | Vlag van Italië   | Serie A       | 26         | 4          | 2     | 0     | 10             | 0              | 38     | 4      |
| 2018/19 | Juventus            | Vlag van Italië   | Serie A       | 28         | 1          | 2     | 0     | 9              | 0              | 39     | 1      |
| Totaal  | Totaal              | Totaal            | Totaal        | 237        | 14         | 37    | 1     | 75             | 2              | 349    | 15     |

## Interlandcarrière
Sandro werd in 2009 voor het eerst opgeroepen voor Brazilië -20. Hiervoor kwam hij in 2011 voor het eerst in actie.

## Erelijst
Santos
- Copa do Brasil: 2010
- CONMEBOL Libertadores: 2011
- Campeonato Paulista: 2010, 2011

 Porto
- Primeira Liga: 2011/12, 2012/13
- Supertaça Cândido de Oliveira: 2013

 Juventus
- Serie A: 2015/16, 2016/17, 2017/18, 2018/19, 2019/20
- Coppa Italia: 2015/16, 2016/17, 2017/18, 2020/21
- Supercoppa Italiana: 2018

 Brazilië onder 20
- Campeonato Sudamericano onder 20: 2011
- FIFA WK onder 2020: 2011

 Brazilië
- CONMEBOL Copa América: 2019

Individueel
- O Jogo Team van het Jaar: 2012, 2013
- Serie A Team van het Jaar: 2016/17, 2017/18
- FIFA FIFPro World11 (genomineerd in 2019 als 20e verdediger)

1 Perin ·
3 Bremer ·
4 Gatti ·
5 Locatelli ·
6 Danilo  ·
7 Conceição ·
8 Koopmeiners ·
9 Vlahović ·
10 Yıldız ·
11 González ·
14 Milik ·
15 Kalulu ·
16 McKennie ·
17 Adžić ·
18 Arthur ·
19 Thuram ·
21 Fagioli ·
22 Weah ·
23 Pinsoglio ·
26 Luiz ·
27 Cambiaso ·
29 Di Gregorio ·
32 Cabal ·
37 Savona ·
40 Rouhi ·
51 Mbangula ·
Coach: Motta
1 Gabriel ·
2 Rafael ·
3 Thiago Silva  ·
4 Juan Jesus ·
5 Sandro Raniere ·
6 Marcelo ·
7 Lucas Moura ·
8 Rômulo ·
9 Leandro Damião ·
10 Oscar ·
11 Neymar ·
12 Hulk ·
13 Bruno Uvini ·
14 Danilo ·
15 Alex Sandro ·
16 Ganso ·
17 Alexandre Pato ·
18 Neto ·
Coach: Menezes
1 Alisson ·
2 Thiago Silva ·
3 Miranda ·
4 Marquinhos ·
5 Casemiro ·
6 Filipe Luís ·
7 Neres ·
8 Arthur ·
9 Gabriel Jesus ·
10 Willian ·
11 Coutinho ·
12 Alex Sandro ·
13 Dani Alves  ·
14 Militão ·
15 Allan ·
16 Cássio ·
17 Fernandinho ·
18 Paquetá ·
19 Éverton ·
20 Firmino ·
21 Richarlison ·
22 Fagner ·
23 Ederson ·
Coach: Tite
1 Alisson ·
2 Danilo ·
3 Thiago Silva  ·
4 Marquinhos ·
5 Casemiro ·
6 Alex Sandro ·
7 Paquetá ·
8 Fred ·
9 Richarlison ·
10 Neymar ·
11 Raphinha ·
12 Weverton ·
13 Dani Alves ·
14 Militão ·
15 Fabinho ·
16 Telles ·
17 Guimarães ·
18 Jesus ·
19 Antony ·
20 Vinícius ·
21 Rodrygo ·
22 Ribeiro ·
23 Ederson ·
24 Bremer ·
25 Pedro ·
26 Martinelli ·
Coach: Tite